# Turn the World Down
Turn the World Down è un singolo del cantautore italiano Zucchero Fornaciari, il primo estratto per il mercato inglese dal tredicesimo album in studio Black Cat, pubblicato il 17 giugno 2016 . Si tratta della versione in lingua inglese di Love Again. 

## Tracce
1. Turn The World Down – 3:54 (testo: Elvis Costello – musica: Zucchero)